# NEWカップルS
『NEWカップルS』（ニューカップルズ）は、日本テレビで2018年4月6日（4月5日深夜）から毎週金曜0:59 - 1:29（木曜深夜、JST）に放送されていたトークバラエティ番組である。4月限定番組である。GREEの一社提供。

## 概要
本番組は、動画共有サイト「YouTube」および写真共有サイト「Instagram」等のソーシャル・ネットワーキング・サービスに登場した多くのカップルが若者に人気を得ている秘密について探っていくといった内容である。

## 出演者
- NEWS
- ゲスト
  - 池田美優
  - 滝沢カレン
  - 千秋
  - 横澤夏子

## ネット局
- 日本テレビ系列フルネット全28局[2]…毎週金曜0:59 - 1:29
  - 一部系列局で終了時刻が1:29よりも遅い時刻となっているが、本編終了後のステブレが日本テレビほかよりも長いだけである。

## スタッフ
- 企画・演出：渡辺春佳
- 構成：アリエシュンスケ、大平尚志、飯塚大悟、澤井直人
- ナレーター：太田真一郎、延友陽子（日本テレビアナウンサー）
- TM：小椋敏宏
- SW：小林宏義
- CAM：早川智晃
- MIX：中野裕介
- VE：鈴木裕美
- 照明：下平好実
- 編集：高橋昌宏（イカロス）
- MA：田倉学（イカロス）
- 音効：宮下博国
- モニター：インターナショナルクリエイティブ
- 美術プロデューサー：稲本浩
- 美術デザイン：平岡真穂
- グラフィックデザイン：津島美樹
- 大道具：鎌田直毅
- 小道具：米山幸市
- 電飾：山崎晃裕
- 生花：原京子
- メイク：山田真歩
- 技術協力：NiTRO、日放
- 美術協力：日テレアート
- 協力：ジャニーズ事務所
- TK：長坂真由美、伊村佳恵
- デスク：國井萌
- リサーチ：野村直子（ビスポ）、柴田正子（ビスポ）
- 演出補：小澤昌史、大橋達郎、池田雅美、太田優衣
- ディレクター：前川コーファン、高木裕太、石和田英明、光若令真、小林剛、橋本伸行、金田勇樹、生駒真也
- 演出：師岡靖成、福岡隆幸
- プロデューサー：滝澤真一郎、杉山直樹、島ノ江衣未、山本玲子、枝松治義、倉田敬之、渡邊奈津子
- チーフプロデューサー：糸井聖一
- 制作協力：THE WORKS、ROFL
- 製作著作：日テレ